# 海拉塔
36°30′N 5°17′E / 36.500°N 5.283°E

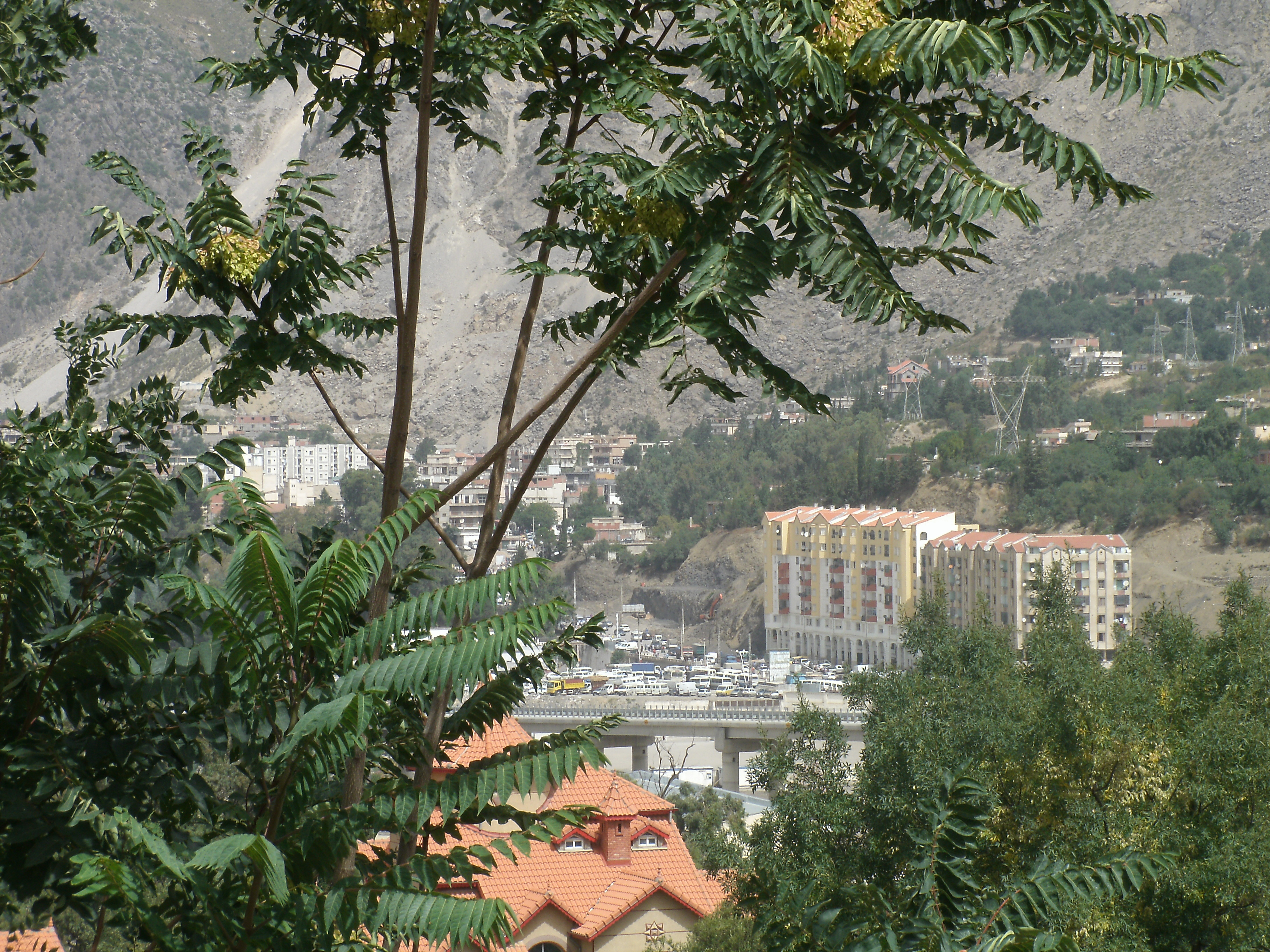

海拉塔（阿拉伯语：‎），是阿爾及利亞的城鎮，位於該國北部，由貝賈亞省負責管轄，是海拉塔區的首府，面積97平方公里，2008年人口35,077，人口密度每平方公里361人。